# Gerber/Hart Library and Archives
A Gerber/Hart Library and Archives (ou "The Henry Gerber – Pearl M. Hart Library: The Midwest Lesbian & Gay Resource Center"), fundada em 1981, é a maior biblioteca em circulação de títulos gays e lésbicos no meio-oeste dos Estados Unidos. Localizado no bairro de Rogers Park, em Chicago, abriga mais de 14.000 volumes, 800 títulos de periódicos e 100 coleções de arquivos. A Gerber/Hart Library and Archives foram incluídos no Hall da Fama de Gays e Lésbicas de Chicago em 1996.
Embora seja uma organização privada sem fins lucrativos, a biblioteca recebeu fundos do contribuinte para sua operação contínua do "Fundo para o Futuro" de Illinois, incluindo uma doação de US$ 25.000 em 1999.